# David Naughton (attore)
David Walsh Naughton (Hartford, 13 febbraio 1951) è un attore e cantante statunitense, in attività dalla prima metà degli anni settanta.

## Biografia
La sua fama è dovuta soprattutto al film di John Landis Un lupo mannaro americano a Londra, cult del genere horror del 1981 nel quale è stato protagonista. Ha comunque alle sue spalle diversi altri film, tra i quali Terrore in sala (1984) e Amityville: A New Generation (1993). In Europa ha lavorato accanto a Kate Capshaw e Michele Placido in un film italiano di Francesco Massaro, nel 1987, intitolato Ti presento un'amica. Piccola curiosità : nel 2006, Naughton partecipa al film Big Bad Wolf  nella parte di un sceriffo,  attraverso la storia di un lupo mannaro, omaggiando così il suo passato col successo della regia di John  Landis Un lupo mannaro americano a Londra  25 anni prima .È inoltre apparso in varie serie televisive tra le quali Melrose Place, MacGyver e La signora in giallo.

## Vita privata
Fratello minore dell'attore James Naughton e zio dell'attrice Keira Naughton, nel 1977 ha sposato Denise Stephens e il 6 aprile 1985, in seguito al divorzio, si è sposato con Deborah Dutton, da cui ha avuto due figli. Il 1º agosto 2007 ha sposato Seann Sara Sella, da cui ha divorziato nel 2009.

## Filmografia

### Cinema
- Follia di mezzanotte (Midnight Madness), regia di Michael Nankin e David Wechter (1980)
- Un lupo mannaro americano a Londra (An American Werewolf in London), regia di John Landis (1981)
- Terrore in sala (Terror in the Aisles), regia di Andrew J. Kuehn (1984)
- Nato per vincere (The Boy in Blue), regia di Charles Jarrott (1986)
- Ti presento un'amica, regia di Francesco Massaro (1987)
- Amityville: A New Generation, regia di John Murlowski (1993)
- Body Bags - Corpi estranei (Body Bags), regia di John Carpenter e Tobe Hooper (1993)
- I gusti del terrore (Ice Cream Man), regia di Norman Apstein (1995)

### Televisione
- Il pianeta delle scimmie (Planet of the Apes) – serie TV, episodio 1x07 (1974)
- Indagine oltre il buio (Desire, the Vampire), regia di John Llewellyn Moxey – film TV (1982)
- Love Boat – serie TV, episodio 6x23 (1983)
- Signornò (At Ease) – serie TV, 14 episodi (1983)
- Mia sorella Sam (My Sister Sam) – serie TV, 44 episodi (1986-1988)
- Goddess of Love, regia di Jim Drake – film TV (1988)
- La signora in giallo (Murder, She Wrote) – serie TV, episodio 5x06 (1988)
- Ai confini della realtà (The Twilight Zone) – serie TV, episodio 3x29 (1989)
- MacGyver – serie TV, episodio 7x01 (1991)
- Seinfeld – serie TV, episodio 3x12 (1991)
- Un detective in corsia (Diagnosis: Murder) – serie TV, episodio 2x05 (1994)
- Melrose Place – serie TV, episodio 4x23 (1996)
- Il tocco di un angelo (Touched by an Angel) – serie TV, episodio 2x23 (1996)
- Cybill – serie TV, episodi 3x13-3x14 (1997)
- Due poliziotti a Palm Beach (Silk Stalkings) – serie TV, episodio 7x20 (1998)
- V.I.P. – serie TV, episodio 1x18 (1999)
- JAG - Avvocati in divisa (JAG) – serie TV, episodi 6x05 e 6x21 (2000-2001)
- Swarm - Minaccia dalla giungla (Flying Virus), regia di Jeff Hare – film TV (2001)
- E.R. - Medici in prima linea (ER) – serie TV, episodio 7x13 (2001)
- The Nightmare Room – serie TV, episodio 1x04 (2001)
- Crossing Jordan – serie TV, episodio 2x17 (2003)
- La libreria del mistero: Segreti e nostalgie (Mystery Woman: Sing Me a Murder), regia di Stephen Bridgewater – film TV (2005)
- Psych – serie TV, episodio 4x08 (2009)
- Big Love – serie TV, episodio 4x08 (2010)
- The Mentalist – serie TV, episodio 4x10 (2011)
- Major Crimes – serie TV, episodio 1x07 (2012)
- Grey's Anatomy – serie TV, episodio 9x17 (2013)
- American Horror Story – serie TV, episodio 5x03 (2015)
- Sharknado 5: Global Swarming, regia di Anthony C. Ferrante – film TV (2017)

## Doppiatori italiani
Nelle versioni in italiano delle opere in cui ha recitato, David Naughton è stato doppiato da:
- Francesco Prando in Follia di mezzanotte
- Sandro Acerbo in Un lupo mannaro americano a Londra
- Massimo Giuliani in Ti presento un'amica
- Luca Violini ne I gusti del terrore
- Luca Ward ne La signora in giallo
- Oliviero Corbetta in Swarm - Minaccia dalla giungla
- Sergio Di Stefano in Psych
- Antonio Angrisano in The Mentalist
- Giorgio Locuratolo in Major Crimes